# دير عمرو
دير عمرو هي قرية عربية فلسطينية مهجّرة في قضاء القدس، وهي قرية صغيرة تألفت من بعض المنازل الحجرية، تعتلي قمة جبل مستوية، ويطلق على هذا الجبل اسم: جبل الأكراد. تبعد مسافة 18 كم إلى الغرب من مدينة القدس. وتربطها طريق فرعية معبدة بطريق القدس – يافا العام، وطرق ممهدة بقرى بيت أم الميس وخربة العمور وعقور كسلا.
تبلغ مساحة أراضي دير عمرو 3.082 دونماً لا يملك اليهود منها شيئًا، واتخذت القرية مسماها على اسم مقام متواجد فيها لولي اسمه الساعي عمر، واعتبر الفلسطينيون قرية دير عمرو مركز لمشروع تعليمي واجتماعي فلسطيني مثير للاهتمام، ففي سنة 1942 أنشأت لجنة اليتيم العربية، وهي مؤسسة خاصة مركزها القدس، في دير عمرو مزرعة نموذجية للبنين تجمع بين منهج المدرسة الثانوية العادية وبين التدريب الزراعي وكان تلامذتها يُختارون حصرا من عائلات قروية فقدت معيليها خلال ثورة 1936- 1939 ضد سياسة حكومة الانتداب البريطاني الموالية للصهيونية، وكان الهدف من هذه المزرعة تشجيع الخرّيجين على العودة إلى قراهم والمساهمة في تنميتها، في سنة 1946 كانت المزرعة تضم نحو 60 تلميذا داخليا، في السنة التالية بدأ تشييد بناء لمزرعة بنات تدار على نسق مزرعة البنين، كانت الأموال تؤمن للجنة بواسطة شبكة من المتبرعين منتشرة في أرجاء البلاد كافة، ممن كانوا يقدمون هبات منتظمة بحيث اكتسبت دير عمرو دورا وطنيا بارزا. وكان رئيس اللجنة هو المربي الفلسطيني أحمد سامح الخالدي، بعد سنة 1948 أعاد الفلسطيني موسى العلمي إحياء مبادئ مزرعة دير عمرو وذلك بإنشائه مزرعة للبنين في أريحا لا تزال قائمة حتى اليوم.
كان مصدر المياه لقرية دير عمرو من نبع يقع في طرفها الجنوبي، وكان سكانها يزرعون الحبوب في بطون الأودية وفي الأراضي المنخفضة، ويزرعون كروم العنب وأشجار الزيتون تزرع في السفوح، وكانت الأشجار الحرجية والأعشاب البرية تغطي أعالي الجبل المحيط بالقرية، وكان مصدر رزق سكان القرية في غالبه هو الزراعات البعلية. 
في عام 1944\1945 كان 650 دونما مخصصا للحبوب، و18 دونما مرويا أو مستخدما للبساتين. 
وقد اهتم سكان دير عمرو بتربية المواشي إلى جانب الزراعة.

## سكان القرية
كان كل سكان قرية دير عمرو من المسلمين، وفي عام 1931 كان عدد سكان القرية 434 نسمة، في عام 1945 تسجل 10 أشخاص فقط، وفي عام 1948 وصل عدد سكانها إلى 719 نسمة، أما عدد اللاجئين الذين تنسب عائلاتهم إلى القرية فقد بلغ في عام 1998 إلى 4,800.

## احتلال القرية
تم تطهير القرية عرقيا في 16 تموز\ يوليو 1948 على يد الكتيبة الإرهابية الرابعة من لواء هرأيل، ويذكر أن مقاتلي البلماح الارهابين استولوا في 16 تموز\ يوليو على المرتفعات الاستراتيجية للقرية.
وكان احتلال دير عمرو جزءا من المرحلة الثانية من عملية داني التي شملت أيضا قرى أخرى تقع على طريق فرعية تؤدي إلى القدس، وقد هُجّر سكان هذه القرى بإحدى ثلاث طرق: فإما أنهم تركوا منازلهم قبل العملية (ربما ردة فعل على مجزرة دير ياسين المجاورة)، وإما أجبرهم القصف المدفعي والهجمات التي سبقت العملية على الفرار، في حين تم طرد بعض السكان على يد القوات الإسرائيلية المهاجمة، وهذا كان مصير مدير مزرعة البنين ونائبه اللذان طُردا بإطلاق النار وراءهما. 

## القرية اليوم
لا تزال منازل قرية دير عمرو جميعها قائمة، وتم توسيع بعضها، ونبتت بين المنازل أشجار السرو وأشجار الخروب، بينما يشغل بستان زيتون الطرف الجنوبي للقرية، لكنّ أرضها مسيّجة ومحاطة بحرس، وقد شيّدت شركة بيزيك للهاتف والتلفزة مبنى كبيرا مجهزا برادار في الطرف الجنوبي للموقع، وفي سنة 1952 بنى اليهود مستشفى إيتانيم للأمراض العقلية في الجوار.